# Villar-Saint-Pancrace
 Villar-Saint-Pancrace  es una comuna y población de Francia, en la región de Provenza-Alpes-Costa Azul, departamento de Altos Alpes, en el distrito de Briançon y cantón de Briançon Sur. Está integrada en la Communauté de communes du Briançonnais .

## Demografía
| 899 | 960 | 1023 | 1117 | 1287 | 1410 |
| Para los censos de 1962 a 1999 la población legal corresponde a la población sin duplicidades (Fuente: INSEE [Consultar]) |     |      |      |      |      |

Forma parte de la aglomeración urbana de Briançon.